# París-Roubaix 2013
La París-Roubaix 2013 és l'edició 111 de la clàssica ciclista París-Roubaix. La cursa es disputà el 7 d'abril de 2013 entre la vila de Compiègne i el velòdrom André Pétrieux de Roubaix. Aquesta era la desena prova de l'UCI World Tour 2013. La victòria final fou pel suís Fabian Cancellara (RadioShack-Leopard), que s'imposà a l'esprint al belga Sep Vanmarcke (Blanco Team). A 31" arribà un grup de tres ciclistes, en què el neerlandès Niki Terpstra| (Omega Pharma-Quick Step) fou el més ràpid per acabar en tercera posició. El català Joan Antoni Flecha (Vacansoleil-DCM) acabà en vuitena posició, després d'haver-se mantingut en el grup capdavanter fins als darrers quilòmetres, quan es produí l'atac definitiu de Cancellara que dinamità la cursa.

## Recorregut

### Sectors de pavé
En aquesta edició hi ha 27 sectors de pavé, per una llargada total de 52,6 quilòmetres. En aquesta edició es recupera el tram de pavé del Pont Gibus de 1.600 metres de llargada, entre les viles Wallers i Hélesmes. Aquest tram s'havia deixat de fer el 2008 per culpa del mal estat del pavé.
| Sector | Quilòmetres | Localització                              | Llargada         | Dificultat       |
| ------ | ----------- | ----------------------------------------- | ---------------- | ---------------- |
| 27     | 98,5        | Troisvilles > Inchy                       | 2.200 m          | 03               |
| 26     | 105         | Viesly > Quiévy                           | 1.800 m          | 03               |
| 25     | 107,5       | Quiévy > Saint-Python                     | 3.700 m          | 04               |
| 24     | 112,5       | Saint-Python                              | 1.500 m          | 02               |
| 23     | 120         | Vertain > Saint-Martin-sur-Écaillon       | 2.300 m          | 03               |
| 22     | 130         | Verchain-Maugré > Quérénaing              | 1.600 m          | 03               |
| 21     | 133         | Quérénaing > Maing                        | 2.500 m          | 03               |
| 20     | 136,5       | Maing > Monchaux-sur-Écaillon             | 1.600 m          | 03               |
| 19     | 149,5       | Haveluy > Wallers                         | 2.500 m          | 04               |
| 18     | 158         | Trouée d'Arenberg                         | 2.400 m          | 05               |
| 17     | 164         | Wallers > Hélesmes (Pont Gibus)           | 1.600 m          | 03               |
| 16     | 170,5       | Hornaing > Wandignies-Hamage              | 3.700 m          | 04               |
| 15     | 178         | Warlaing > Brillon                        | 2.400 m          | 03               |
| 14     | 181,5       | Tilloy-lez-Marchiennes > Sars-et-Rosières | 2.400 m          | 04               |
| 13     | 188         | Beuvry-la-Forêt > Orchies                 | 1.400 m          | 03               |
| 12     | 193         | Orchies                                   | 1.700 m          | 03               |
| 11     | 199         | Auchy-lez-Orchies > Bersée                | 2.600 m          | 04               |
| 10     | 205         | Mons-en-Pévèle                            | 3.000 m          | 05               |
| 9      | 211         | Mérignies > Avelin                        | 700 m            | 02               |
| 8      | 214,5       | Pont-Thibaut > Ennevelin                  | 1.400 m          | 03               |
| 7      | 220,5       | Templeuve (Moulin-de-Vertain)             | 500 m            | 02               |
| 6-1    | 227         | Cysoing > Bourghelles                     | 1.300 m          | 04               |
| 6-2    | 229,5       | Bourghelles > Wannehain                   | 1.100 m          | 03               |
| 5      | 234         | Camphin-en-Pévèle                         | 1.800 m          | 04               |
| 4      | 236,5       | Carrefour de l'Arbre                      | 2.100 m          | 05               |
| 3      | 239         | Gruson                                    | 1.100 m          | 02               |
| 2      | 246         | Hem                                       | 1.400 m          | 02               |
| 1      | 253         | Roubaix                                   | 300 m            | 01               |
| Total  | Total       | Total                                     | 52,6 quilòmetres | 52,6 quilòmetres |

## Equips participants
A banda dels 19 equips amb llicència "UCI World Tour", l'organitzador Amaury Sport Organisation comunicà la llista dels sis equips convidats el 2 de febrer de 2013: el Bretagne-Séché Environnement, Cofidis, Team Europcar, IAM, Sojasun i NetApp-Endura.
| Núm.    | Codi | Equip                   |
| ------- | ---- | ----------------------- |
| 1-8     | OPQ  | Omega Pharma-Quick Step |
| 11-18   | EUC  | Team Europcar           |
| 21-28   | RLT  | RadioShack-Leopard      |
| 31-38   | BMC  | BMC Racing Team         |
| 41-48   | SKY  | Team Sky                |
| 51-58   | BLA  | Blanco Team             |
| 61-68   | KAT  | Team Katusha            |
| 71-78   | GRS  | Garmin-Sharp            |
| 81-88   | FDJ  | FDJ                     |
| 91-98   | LTB  | Lotto-Belisol           |
| 101-108 | AST  | Astana Qazaqstan Team   |
| 111-118 | OGE  | Orica-GreenEDGE         |
| 121-128 | VCD  | Vacansoleil-DCM         |

| Núm     | Codi | Equip                        |
| ------- | ---- | ---------------------------- |
| 131-138 | LAM  | Lampre-Merida                |
| 141-148 | TST  | Team Saxo-Tinkoff            |
| 151-158 | IAM  | IAM                          |
| 161-168 | ARG  | Argos-Shimano                |
| 171-178 | ALM  | AG2R La Mondiale             |
| 181-188 | SOJ  | Sojasun                      |
| 191-198 | CAN  | Cannondale                   |
| 201-208 | COF  | Cofidis                      |
| 211-218 | TNE  | NetApp-Endura                |
| 221-228 | MOV  | Movistar Team                |
| 231-238 | BSE  | Bretagne-Séché Environnement |
| 241-248 | EUS  | Euskaltel–Euskadi            |

## Classificació final
|    | Ciclista                  | Equip                   | Temps      | Punts UCI |
| -- | ------------------------- | ----------------------- | ---------- | --------- |
| 1  | Fabian Cancellara (SUI)   | RadioShack-Leopard      | 5h 45' 33" | 100       |
| 2  | Sep Vanmarcke (BEL)       | Blanco Team             | m. t.      | 80        |
| 3  | Niki Terpstra (NED)       | Omega Pharma-Quick Step | + 31"      | 70        |
| 4  | Greg Van Avermaet (BEL)   | BMC Racing Team         | + 31"      | 60        |
| 5  | Damien Gaudin (FRA)       | Team Europcar           | + 31"      | -         |
| 6  | Zdenek Stybar (CZE)       | Omega Pharma-Quick Step | + 39"      | 40        |
| 7  | Sebastian Langeveld (NED) | Blanco Team             | + 39"      | 30        |
| 8  | Joan Antoni Flecha (CAT)  | Vacansoleil-DCM         | + 39"      | 20        |
| 9  | Alexander Kristoff (NOR)  | Team Katusha            | + 50"      | 10        |
| 10 | Sébastien Turgot (FRA)    | Team Europcar           | + 50"      | -         |